# 송도 (해남군)
송도(松島)는 전라남도 해남군 황산면에 있는 섬이다. 특정도서로 지정하여 관리되고 있다.

## 특정도서
송도는 검은머리물떼새가 서식하고, 다양한 해안무척추동물 및 해조류가 서식하여 독도 등 도서지역의 생태계보전에 관한 특별법에 의거 특정도서로 지정되었다.
- 지정번호 : 제76호
- 면적 : 7,537m2
- 지번 : 전라남도 해남군 황산면 옥동리 산75